# Sai Kanakubo
Sai Kanakubo (金久保 彩 Kanakubo Sai?), född 11 januari 1989 i Ibaraki prefektur, är en japansk fotbollsspelare.
Kanakubo började sin karriär 2011 i Mito HollyHock. Efter Mito HollyHock spelade han för V-Varen Nagasaki, AC Nagano Parceiro, Kagoshima United FC, Vanraure Hachinohe och Nara Club. Han avslutade karriären 2019.